# Hermann Gögler
Hermann Gögler (* 10. März 1887 in Ravensburg; † 17. Juni 1964 in Ellwangen (Jagst)) war ein deutscher Verwaltungsjurist.

## Werdegang
Nach der Reifeprüfung 1906 am Gymnasium in Ravensburg studierte Gögler Rechtswissenschaft an den Universitäten in Leipzig, München und Tübingen und war zwischen 1914 und 1920 – unterbrochen von der Teilnahme am Ersten Weltkrieg – als Rechtsanwalt in Heilbronn niedergelassen.
1921 trat er in das Württembergische Wirtschaftsministerium ein und war dort zunächst Berichterstatter für Sozialpolitik, ab 1932 für Wirtschaft und Verkehr. Von 1937 an war er Leiter der Landwirtschaftlichen Berufsgenossenschaft in Württemberg.
Nach Kriegsende wurde Gögler im September 1945 als Ministerialdirektor im Staatsministerium des Landes Württemberg-Baden eingesetzt. Im Juni 1946 erfolgte seine Ernennung zum Staatssekretär und zum württemberg-badischen Sonderbeauftragten im Länderrat der US-Zone. Als Nachfolger von Heinrich Köhler vertrat er von August 1947 an Württemberg-Baden im Exekutivrat beim Wirtschaftsrat der Bizone. Mitte September 1949 ernannte ihn Ministerpräsident Reinhold Maier zum ständigen Vertreter der Regierung von Württemberg-Baden beim Bund. 1952 trat er in den Ruhestand.
Gögler war Mitbegründer des Ellwanger Kreises und der Arbeitsgemeinschaft „Der Bürger im Staat“. Von 1949 an war er Präsident des Deutschen Akademikerbunds.

## Ehrungen
- Januar 1952: Verdienstkreuz (Steckkreuz) der Bundesrepublik Deutschland
- Januar 1954: Großes Verdienstkreuz der Bundesrepublik Deutschland
- Mai 1964: Großes Verdienstkreuz mit Stern der Bundesrepublik Deutschland

## Werke
- Herausgeber des Handwörterbuches der Fürsorgepflicht (1925)
- Mitarbeiter am Katholischen Gedanken, Zeitschrift des katholischen Aktionsverbandes
- Aufsätze in Zeitschriften